# Stepan Poghosjan
Stepan Poghosjan (orm. Ստեփան Պողոսյան, ur. 10 lutego 1932 we wsi Ahakczi w rejonie Talina, zm. 17 maja 2012 w Erywaniu) – radziecki i armeński polityk, I sekretarz KC Komunistycznej Partii Armenii w latach 1990-1991.
W 1955 ukończył studia na Uniwersytecie Państwowym w Erywaniu i został na nim sekretarzem komitetu Komsomołu, w 1956 wstąpił do KPZR, 1958-1959 zastępca kierownika Wydziału KC Komsomołu Armeńskiej SRR, 1959-1962 I sekretarz Komitetu Miejskiego Komsomołu w Erywaniu, 1962-1967 II i następnie I sekretarz KC Komsomołu Armeńskiej SRR, 1967-1978 I sekretarz Ararackiego Rejonowego Komitetu Komunistycznej Partii Armenii, 1978-1988 przewodniczący Państwowego Komitetu Armeńskiej SRR ds. radia i telewizji, 1988-1990 dyrektor Agencji Informacyjnej przy Radzie Ministrów Armeńskiej SRR. Od 30 listopada 1990 do maja 1991 I sekretarz KC KPA. Sekretarz KC KPZR, od 11 grudnia 1990 do 26 lipca 1991 członek Politbiura KC KPZR. Odznaczony Orderem Czerwonego Sztandaru Pracy i Orderem „Znak Honoru”.